# Still in the Bassmint
Still in the Bassmint – drugi minialbum amerykańskiej grupy hip-hopowej Bassmint Productions wydany 14 października 1992. EP zostało wydane tylko na kasetach i jest podzielone na dwie części: "Soul Side" i "Intent Side"

## Lista utworów

### Soul Side
| Nr | Tytuł                      | Czas | Producent | Wykonawcy |
| -- | -------------------------- | ---- | --------- | --------- |
| 1  | "Unreallistically Graphic" | 3:39 | Manix     | Eminem    |
| 2  | "The Day It Dawned"        | 5:28 | Manix     | Chaos Kid |

### Intent Side
| Nr | Tytuł                    | Czas | Producent | Wykonawcy         |
| -- | ------------------------ | ---- | --------- | ----------------- |
| 1  | "One-Handed Juggler"     | 4:12 | Manix     | Eminem            |
| 2  | "Conceptual Corrections" | 4:38 | Manix     | Chaos Kid         |
| 3  | "Soul Intent"            | 5:02 | Manix     | Eminem, Chaos Kid |